# Gemma Flynn
Gemma Flynn (Tauranga, 2 de mayo de 1990) es una exjugadora neozelandesa de hockey sobre césped.

## Trayectoria
Flynn debutó con la selección de Nueva Zelanda en 2008. Tuvo su primera participación olímpica en Pekín 2008. En Londres 2012 llegó a semifinales, pero perdió ante Países Bajos. En el partido por la medalla de bronce cayó contra Reino Unido. En los Juegos Olímpicos de Río 2016 volvió a llegar a semifinales, pero perdió contra Reino Unido. En el encuentro por el bronce olímpico perdió contra Alemania.

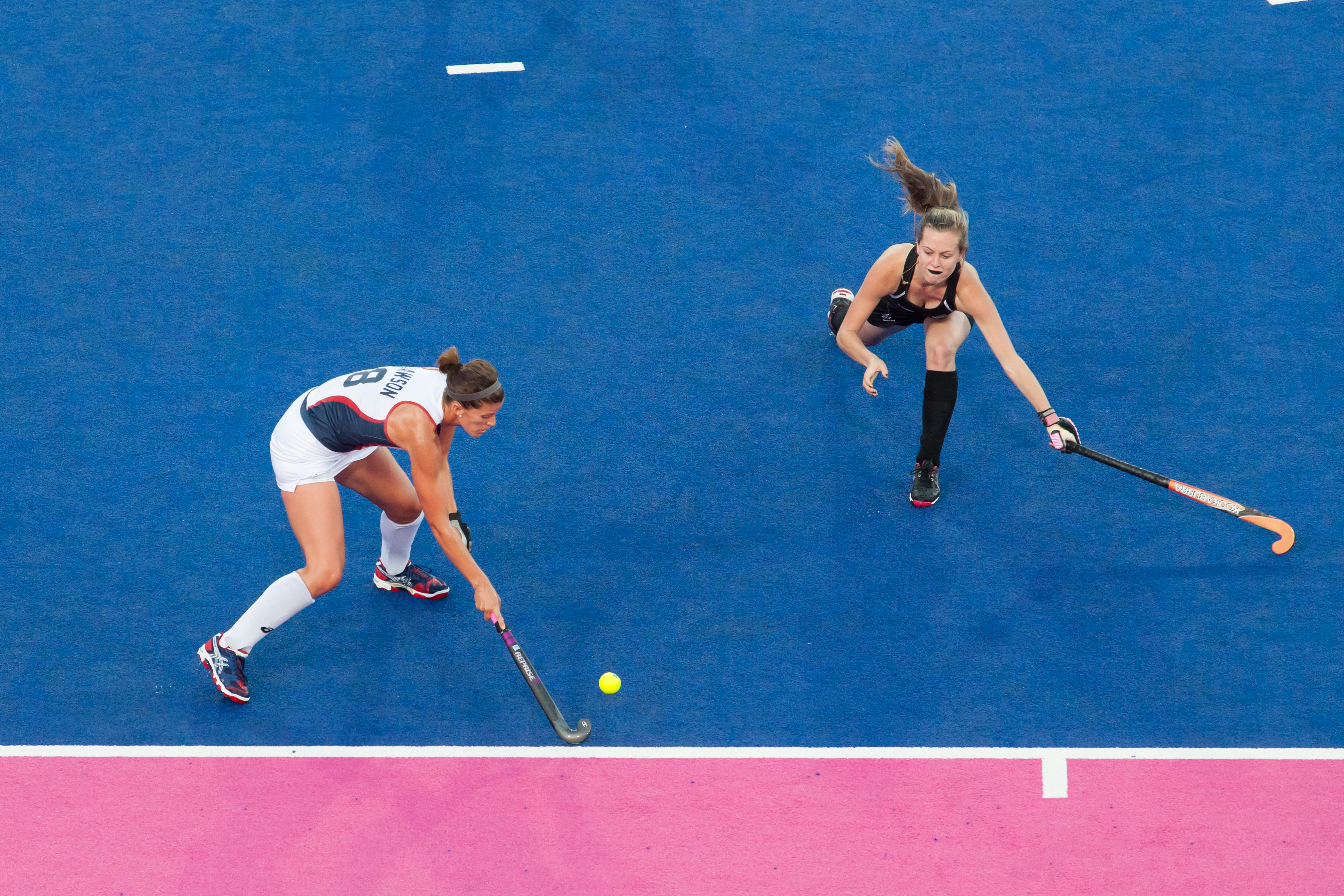
Flynn en un partido contra Estados Unidos en 2012.